# Ostrozub
Ostrozub (cyr. Острозуб) – wieś w Serbii, w okręgu jablanickim, w gminie Crna Trava. W 2011 roku liczyła 1 mieszkańca.